# Araneus camilla
Araneus camilla är en spindelart som först beskrevs av Simon 1889.  Araneus camilla ingår i släktet Araneus och familjen hjulspindlar. Inga underarter finns listade i Catalogue of Life.